# 坂井秀至
坂井 秀至（さかい ひでゆき、1973年4月23日 - ）は、日本のプロ囲碁棋士。関西棋院所属。精神科医。兵庫県三田市出身。佐藤直男門下。京都大学医学部卒業後、編入試験によってプロ入りし、2010年には碁聖位（第35期）を獲得した。2019年9月からは医師に転身し、囲碁の対局は無期限で休場している。関西棋院所属棋士として29年ぶり、かつ大学卒業後にプロ入りした棋士として初の七大タイトル獲得者である。

## 来歴
産婦人科医院を営む父の影響で7歳から囲碁をはじめ、三田市立三田小学校3年から佐藤直男の子供囲碁教室に入る。同教室には、1級上に結城聡が居た。小学4年から少年少女囲碁大会小学生の部兵庫県代表となり、全国5位に。翌年は全国大会決勝戦で、倉橋正行に敗れ準優勝。同年には全日本アマチュア本因坊戦兵庫県代表にもなり、アマチュア本因坊戦最年少出場記録であった。その翌年小学6年生に少年少女囲碁大会で優勝を果たす。
灘中学校・高等学校に進学。中学1年次に佐藤が妻の死去のため囲碁教室をやめると藤沢秀行の主催する合宿、いわゆる「秀行塾」に倉橋・結城らと参加するようになる。また、少年少女全国大会・中学生の部で3連覇を果たす。
高校では、囲碁部主将として全国高校囲碁選手権大会団体戦3連覇を経験。副将に光永淳造。1990年は個人戦でも優勝を果たす。高校3年生の秋から、浪人の間は囲碁から離れる。大学入試の面接で大学に入学したら何をやりたいかと問われた際に「碁をやりたい」と答えたと語る。
2年浪人したのちに、1994年、京都大学医学部に入学。父の影響で産婦人科専攻を志す。1年の留年を含み2000年までの7年間に、数々のアマチュアタイトルを手にする。1994年国際アマチュア・ペア碁選手権大会優勝（パートナーは当時アマの梅沢由香里）。1995年は、キリン杯GO団体戦に近畿チームの6将として、全勝で優勝に貢献。1996年から2002年まで日本アマ囲碁最強戦6連覇を果たす。1997年には全日本アマチュア本因坊戦にも優勝（当時最年少記録）し、アコム杯全日本早碁オープン戦では桐本和夫・古田直義のプロを破る活躍。1997年・1999年・2000年、JAL杯世界アマチュア囲碁選手権の日本代表となり、2000年に世界一を経験。（1997年・1999年は準優勝）。アマチュア世界一として広く知られる。
医師国家試験合格後の、2001年6月から京都大学付属病院に研修医として配属が決まっていたが、5月からのオリエンテーションで、朝7時から夜の12時まで働き詰めであることを知り、囲碁を学ぶ時間が無くなることが明らかになると、棋士の夢を諦めきれず関西棋院にプロ入りを希望し申請を行った。
このプロ編入試験は、7月から開始し特例で4番勝負となり1勝で初段、2勝すれば三段、3勝で五段とされたが長谷川広・中野泰宏それぞれと2番ずつ打ち、全てに勝利し飛付五段でデビューを果たした。医師免許保持・京都大学卒では初のプロ囲碁棋士。灘高・灘中卒では光永淳造以来2人目のプロ棋士。同年7月アマとしてオープン戦の鳳凰杯で楊橋を下し優勝。
2003年6月9日、勝星規定で六段に昇段。関西棋院第一位決定戦で湯川光久を2-1で降し、初タイトル。
2004年、名人戦リーグ入りを果たす。これにより七段昇段。4月に6歳年下の医師と結婚。夫人との間に1男、1女。
2005年　第30期名人戦リーグ残留。2006年　第31期名人戦リーグ残留。2007年　第32期名人戦リーグ残留。2008年　第33期名人戦リーグ残留。2009年　第34期名人戦リーグ残留。
2010年、碁聖戦4連覇中の張栩に挑戦し、3勝2敗で奪取。大学卒業後にプロ入りした棋士として、初のタイトル挑戦者にして初の七大タイトルの獲得者となった（大学卒業者であれば、プロ入り後に大学を卒業した淡路修三がタイトル挑戦者となっている）また、このタイトル獲得は関西棋院にとって、1981年に橋本昌二が加藤正夫を下しこれを得、翌年加藤に敗れ失冠以来29年ぶりの七大タイトル奪取となる。七大タイトル奪取により昇段規定で八段昇段を果たす。第35期名人戦リーグ残留（6期連続）。
2011年8月4日、36期名人戦リーグ最終局に敗れ、2勝6敗でリーグ戦初の陥落。8月29日、羽根直樹を迎えての碁聖初防衛戦。2連勝し防衛に王手をかけるも、3連敗で失冠する。11月19日、関西棋院第一位決定戦の挑戦者となり、村川大介第一位を2-0で降し、挑戦手合となってから自身初、決勝三番勝負時代を含めると2度目の第一位となる。
2019年8月、所属の関西棋院から、医師の道に進むため同年9月1日より全棋戦を休場することが発表された。休場期間は未定とされているが、事実上の引退とも報じられている。医師に転身する理由としては、自分の納得できる内容の碁が近年打てなくなったことを挙げている。
2024年4月より父の経営する医院で精神科・心療内科の診療を行っている。2025年の年明けに父が死去したことに伴い、医院の経営を引き継いでいる。

## 人物
読む将棋ファンであり、『将棋世界』2011年1月号の谷川浩司との対談で、大学時代から『将棋世界』と『週刊将棋』を愛読しており、将棋界で得た情報を自分の碁のプラスにしたいという思いだと語る。

## 略歴
- 2001年 - 飛付五段。
- 2002年 - 鳳凰杯準優勝。
- 2003年 - 六段昇段。名人リーグ入り、以後6期残留。関西棋院第一位決定戦優勝。鳳凰杯優勝。
- 2004年 - 名人リーグ入りで七段昇段。新人王戦準優勝。関西棋院第一位決定戦準優勝。
- 2006年 - 鳳凰杯準優勝。産経プロアマトーナメント戦準優勝。
- 2007年 - 産経プロアマトーナメント戦準優勝。
- 2010年 - 第35期碁聖戦挑戦者決定戦で山下敬吾天元を降し、初の挑戦手合進出。張栩碁聖を3勝2敗で破り、初の七大タイトル獲得。タイトル獲得により八段昇段。ペア碁選手権戦で石井茜とのペアで優勝。
- 2011年 - 碁聖戦で羽根直樹九段に敗れ、失冠。関西棋院第一位で村川大介第一位を降し、挑戦手合となってから初めて都合2度目の第一位となる。
- 2012年 - 名人リーグ復帰、陥落。関西棋院第一位で村川大介七段の挑戦を退ける。
- 2013年 - 初の本因坊戦リーグ入り。関西棋院第一位で古谷裕八段の挑戦を退け、連続3期となる。
- 2016年 - 産経プロアマトーナメント戦優勝。

## タイトル
- 碁聖戦1期（第35期）
- 関西棋院第一位決定戦4期（第47期、第55-57期）